# تشارلز ويلدون كانون
تشارلز ويلدون كانون هو مربي ماشية وسياسي أمريكي، ولد في 14 يناير 1915 في Afton, Texas ‏ في الولايات المتحدة، وتوفي في 14 مارس 1997 في لوبوك في الولايات المتحدة.